# Tetralogi
En tetralogi (ibland felaktigt kallad kvadrologi) är en sammanhållen grupp av fyra verk inom något konstnärligt område. Ordet är belagt i svenska språket sedan 1811 och kommer från grekiskans "tetra" (fyra) och "logos" (lära).

## Kända tetralogier

### Drama
- Första tetralogin, Henrik VI del 1-3 samt Rickard III av William Shakespeare
- Andra tetralogin, Rikard II, Henrik IV del 1-2 samt Henrik V av William Shakespeare

### Opera
- Nibelungens ring av Richard Wagner
- Homerische Welt av August Bungert

### Film
- Indiana Jones
- Scream

## Grekisk litteratur
Tetralogi är i den grekiska litteraturen benämning på tre tragedier och ett satyrspel om samma hjälte, allt av samma författare och avsedda att uppföras på en och samma dag. 